# Farah Khan

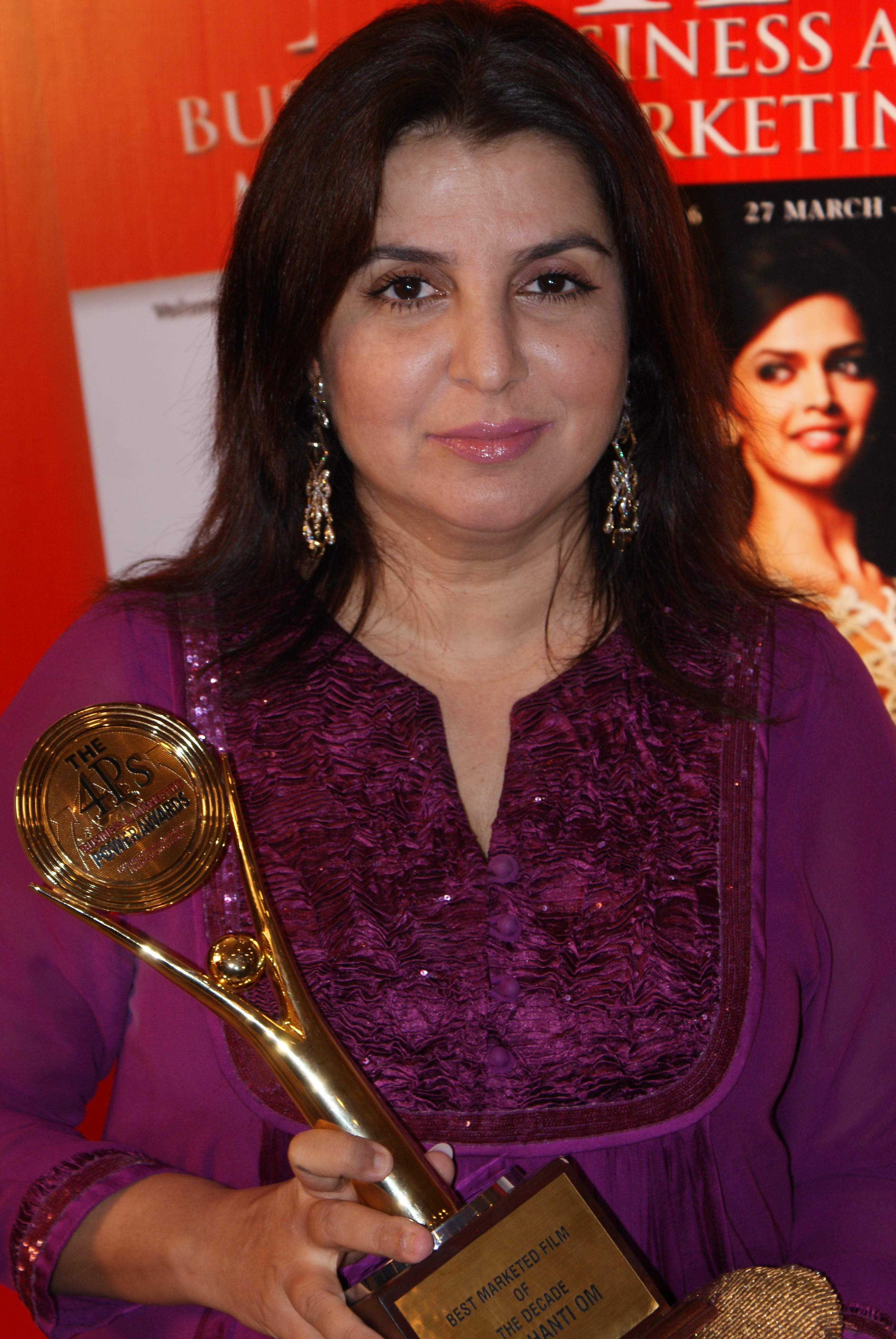
Farah Khan

Farah Khan (* 9. Januar 1965 in Bombay) ist eine indische Choreografin. Sie arbeitet in der Hindi-Filmindustrie und führt inzwischen Regie in Filmen. Darunter sind die bekanntesten Om Shanti Om, Ich bin immer für Dich da! und Happy New Year – Herzensdiebe.

## Biografie
Farah Khan ist bereits im Filmmilieu aufgewachsen. Ihr verstorbener Vater Kamran Khan war ein Bollywood-Regisseur der 50er und 60er Jahre, ihr Bruder ist TV-Star und ebenfalls seit kurzem Regisseur. Sie hat nie eine Tanzausbildung genossen und hatte lange Zeit auch nicht vor, ins Filmgeschäft einzusteigen. Angeblich soll Michael Jacksons Musikvideo Thriller sie so fasziniert haben, dass sie anfing zu tanzen und ihre erste eigene Tanzgruppe The Sphinx gründete. 1992 engagierte Mansoor Khan sie für seine Produktion Jo Jeeta Wohi Sikandar, und ermöglichte ihr so den Einstieg ins Filmgeschäft.
Seitdem hatte sie für viele Filme als Choreografin gearbeitet. Vor allem mit Shah Rukh Khan in der Hauptrolle. Ihren Durchbruch schaffte sie mit der Choreografie zu dem Lied Chaiyya Chaiyya aus dem Film Dil Se. Hier ließ sie eine ganze Tanzgruppe mit Shah Rukh Khan auf einem fahrenden Zug tanzen.
Eigentlich wollte Farah Khan schon immer Regisseurin werden und hatte 2004 mit Hilfe von Shah Rukh Khan (Hauptdarsteller und Produzent) ihr Regiedebüt mit dem erfolgreichen Film Main Hoon Na. Mit diesem Film war sie die erste Frau, die für die beste Regie bei den Filmfare Awards nominiert wurde.
International wurde sie durch die Choreografien von Monsoon Wedding, Bombay Dreams und Vanity Fair bekannt. Auch arbeitete sie mit Shakira, bei der Bollywood-Version ihres Hitsongs Hips don´t lie für die MTV Video Music Awards am 31. August 2006, zusammen.
Seit dem 9. Dezember 2004 ist sie mit dem Filmeditor Shirish Kunder verheiratet und hat im Februar 2008 Drillinge zur Welt gebracht.

## Filmografie
als Choreografin
- 1992: Jo Jeeta Wohi Sikandar
- 1992: Kabhi Haan Kabhi Naa – Sie liebt mich, sie liebt mich nicht (Kabhi Haan Kabhi Naa)
- 1993: Waqt Hamara Hai
- 1993: Chandra Mukhi
- 1993: 1942: A Love Story
- 1994: Aatish: Feel the Fire
- 1995: Zamaana Deewana – Die Liebenden (Zamaana Deewana)
- 1995: Oh Darling Yeh Hai India
- 1995: Aazmayish
- 1995: Takkar
- 1995: Hum Dono
- 1995: Barsaat
- 1995: Dilwale Dulhania Le Jayenge
- 1995: Ram Shastra
- 1996: English Babu Desi Mem – Der Junge aus England und das indische Mädchen (English Babu Desi Mem)
- 1997: Virasat
- 1997: Border
- 1997: Iruvar
- 1997: Yeshwant
- 1997: Dil To Pagal Hai – Mein Herz spielt verrückt (Dil To Pagal Hai)
- 1998: Keemat: They Are Back
- 1998: Kabhi Na Kabhi
- 1998: Duplicate
- 1998: Jab Pyaar Kisise Hota Hai
- 1998: Angaaray
- 1998: Von ganzem Herzen (Dil Se)
- 1998: Kuch Kuch Hota Hai – Und ganz plötzlich ist es Liebe (Kuch Kuch Hota Hai)
- 1998: Jhooth Bole Kauwa Kaate
- 1999: Sirf Tum
- 1999: Laawaris
- 1999: Silsila Hai Pyar Ka
- 1999: Sarfarosh
- 1999: Hote Hote Pyar Ho Gaya
- 1999: Baadshah – Der König der Liebe (Baadshah)
- 1999: Mast
- 2000: Alai Payuthey
- 2000: Mela
- 2000: Kaho Naa … Pyaar Hai – Liebe aus heiterem Himmel (Kaho Naa… Pyaar Hai)
- 2000: Mein Herz schlägt indisch (Phir Bhi Dil Hai Hindustani)
- 2000: Pukar
- 2000: Hum To Mohabbat Karega
- 2000: Josh – Mein Herz gehört dir (Josh)
- 2000: Har Dil Jo Pyar Karega...
- 2000: Fiza
- 2001: Dil Chahta Hai
- 2001: Monsoon Wedding
- 2001: Asoka – Der Weg des Kriegers (Asoka)
- 2001: In guten wie in schweren Tagen (Kabhi Khushi Kabhie Gham)
- 2002: Ich gehöre dir, meine Liebe (Hum Tumhare Hain Sanam)
- 2002: Maine Dil Tujhko Diya
- 2002: Shakti – The Power
- 2003: Confidence
- 2003: Armaan
- 2003: Supari
- 2003: Sternenkind – Koi Mil Gaya (Koi… Mil Gaya)
- 2003: Wonderland
- 2003: Lebe und denke nicht an morgen (Kal Ho Naa Ho)
- 2004: Ich bin immer für Dich da! (Main Hoon Na)
- 2004: Zwei Herzen für Rani (Mujhse Shaadi Karogi)
- 2004: Vanity Fair – Jahrmarkt der Eitelkeit (Vanity Fair)
- 2005: Kaal – Das Geheimnis des Dschungels (Kaal)
- 2005: Die Schöne und der Geist (Paheli)
- 2005: Ru guo – Ai
- 2006: Krrish
- 2006: Yun Hota To Kya Hota
- 2006: Bis dass das Glück uns scheidet (Kabhi Alvida Naa Kehna)
- 2006: Baabul
- 2006: Jaan-E-Mann
- 2006: Don – Das Spiel beginnt (Don – The Chase Begins Again)
- 2007: Marigold
- 2007: Om Shanti Om
- 2007: Welcome
- 2008: Dostana
- 2009: Billu Barber (Billu)
- 2009: Main Aur Mrs Khanna
- 2009: Blue
- 2010: My Name Is Khan
- 2010: Dabangg
- 2010: Tees Maar Khan
- 2011: Delhi Belly
- 2012: Housefull 2
- 2012: Nanban
- 2012: Student of the Year
- 2012: Dabangg 2
- 2013: Lass dein Glück nicht ziehen (Yeh Jawaani Hai Deewani)
- 2013: Chennai Express
- 2014: Happy New Year – Herzensdiebe (Happy New Year)

als Regisseurin
- 2004: Ich bin immer für Dich da! (Main Hoon Na)
- 2007: Om Shanti Om
- 2010: Tees Maar Khan
- 2014: Happy New Year – Herzensdiebe (Happy New Year)

als Drehbuchautorin
- 2004: Ich bin immer für Dich da! (Main Hoon Na)
- 2007: Om Shanti Om
- 2014: Happy New Year – Herzensdiebe (Happy New Year)

Gastauftritte
- 1998: Kuch Kuch Hota Hai – Und ganz plötzlich ist es Liebe (Kuch Kuch Hota Hai)
- 2003: Lebe und denke nicht an morgen (Kal Ho Naa Ho)
- 2007: Om Shanti Om
- 2014: Happy New Year – Herzensdiebe (Happy New Year)

Fernsehauftritte
- 2005–2006: Indian Idol
- 2010: Koffee with Karan